# اس‌بی‌اس ام
اس‌بی‌اس ام (انگلیسی: SBS M) یک شبکه تلویزیونی پولی در کره جنوبی است که مالک آن اس‌بی‌اس مدیانت، شرکت تابعهٔ اس‌بی‌اس مدیا هلدینگز است. این شبکه شامل شامل هنرمندان پاپ کره جنوبی، موسیقی بین‌المللی، اخبار و چند برنامه ریلتی و ورایتی است.